# ネジミエ・ホッジャ
ジュグリニ・ネジミエ・ホッジャ（(Xhuglini) Nexhmije Hoxha [dʒuglini nɛdʒmijɛ hɔdʒa] (セルビア・クロアチア語: (Džuglini) Nedžmije Hodža, 1921年2月7日 - 2020年2月26日）は、アルバニアの政治家。アルバニア労働党第一書記エンヴェル・ホッジャの妻である。セルブ＝クロアート＝スロヴェーヌ王国ビトリ（現マケドニア共和国ビトラ）生まれ。  

## 来歴・人物
ティラナの高等学校に学び、ティラナ大学で学業を続けた。1941年11月に新設されたアルバニア共産党に入党し、翌年には国民解放前線全体評議員に選出される。戦時中は国民解放軍第1師団に従軍してパルチザンに身を投じ、1943年には共産主義アルバニア女性同盟の書記に、また1946年から1952年まで議長に選出された。戦後に共産党書記長で首相のエンヴェル・ホッジャと結婚する。1948年に国民議会に選出され、1952年にアルバニア労働党（1948年共産党を改称）中央委員会に加入。1966年にはマルクス・レーニン主義研究所の総裁に就任した。
ホッジャの治世は、人権侵害や反対者の迫害が顕著で、毛沢東主義と無神論によって宗教一般が禁止されたが、とりわけ教会やモスクが襲撃された。ホッジャ夫人は夫の判断に対して強烈な影響力を持っていたことから、民衆の声では、彼女はアルバニアの女君主そのもので通っていた。
1985年にエンヴェル・ホッジャが死ぬと民主主義戦線の議長に選出され、改革期（1990年～1991年）になるまでラミズ・アリアの政権に助けられて依然として権力を保持した。
1989年8月にマザー・テレサがアルバニアを訪問した際は、ネジミエら政府要人は歓迎し、テレサはティラナのアルバニア国立殉教者墓地にあるエンヴェル・ホッジャの墓に花束をそなえ、マザー・アルバニア像に花冠を飾った。
1990年12月に民主主義戦線の議長を解任される。1994年に、ホッジャの治世にアルバニアの国家財源を濫費した廉で逮捕された。
1991年発足のアルバニア共産党のメンバーである。
2020年2月26日、ティラナの自宅で死去。

## 関連作品
- リッカルド・オリツィオ『独裁者たちの言い分　トーク・オブ・ザ・デビル』 松田和也訳、柏書房、2003年。ISBN 4760124039